# Ren Tazawa
Ren Tazawa (japanisch 田澤 廉 Tazawa Ren; * 11. November 2000 in Hachinohe) ist ein japanischer Leichtathlet, der sich auf den Langstreckenlauf spezialisiert hat. 2023 wurde er Asienmeister über 10.000 Meter.

## Sportliche Laufbahn
Erste Erfahrungen bei internationalen Meisterschaften sammelte Ren Tazawa im Jahr 2018, als er bei den Juniorenasienmeisterschaften in Gifu in 14:17,26 min die Silbermedaille im 5000-Meter-Lauf gewann. 2021 siegte er in 27:52,52 min im 10.000-Meter-Lauf beim Denka Athletics Challenge Cup. Im Jahr darauf gelangte er bei den Weltmeisterschaften in Eugene mit 28:24,25 min auf Rang 20 über 10.000 Meter. 2023 siegte er in 29:18,44 min über 10.000 Meter bei den Asienmeisterschaften in Bangkok und im August gelangte er bei den Weltmeisterschaften in Budapest mit 28:25,85 min auf Rang 15. Ende September belegte er bei den Asienspielen in Hangzhou in 28:18,66 min den vierten Platz.

## Persönliche Bestzeiten
- 5000 Meter: 13:22,60 min, 9. April 2022 in Kumamoto
- 10.000 Meter: 27:22,31 min, 10. Dezember 2023 in Tokio